# Country Strong
Country Strong ist ein im Country-Musik-Milieu angesiedeltes Filmdrama der Autorenfilmerin Shana Feste aus dem Jahr 2010. Kinostart in Deutschland war der 9. Juni 2011. An den amerikanischen Kinokassen spielte der Film 20,2 Mio. US-Dollar ein. Im Rest der Welt spielte der Film weitere 0,3 Mio. US-Dollar ein. Die Produktionskosten betrugen ca. 15 Mio. US-Dollar.

## Handlung
Die schon etwas ältere Country-Sängerin und mehrmalige Grammy-Gewinnerin Kelly Canter befindet sich aufgrund ihrer Alkoholkrankheit in einer Entzugsklinik. Während eines Auftrittes in Dallas hatte sie wegen Trunkenheit einen schweren Sturz von der Bühne, der zum Verlust ihres Babys im fünften Monat der Schwangerschaft führte. In dieser Klinik lernt sie den unbekannten, aber talentierten Country-Sänger Beau Hutton kennen, der dort als Pfleger jobbt, und beginnt mit ihm eine Affäre.
Ihr Ehemann James will sie bereits früher als geplant aus dem Entzug holen, um mit ihr eine Drei-Städte-Tour durch Texas zu starten. Geplant sind zunächst zwei kleinere Konzerte in Houston sowie Austin und dann erneut eine große Show mit Fernsehübertragung in Dallas. Alle Konzerte sind bereits ausverkauft. Beau, den Kelly James gegenüber als Betreuer ausgibt, äußert zwar seine Bedenken, muss die beiden dann aber doch gehen lassen.
Für die Tour plant James, die Schönheitskönigin Miss Dallas, Country-Sängerin und Songwriterin Chiles Stanton im Vorprogramm spielen zu lassen. Kelly gefällt das weniger, denn sie hat Angst, sie könne durch eine Jüngere ersetzt werden. Sie hätte lieber, dass Beau ihr Vorprogramm bestreitet. James gesteht ihr zu, dass, falls sich Chiles als ungeeignet herausstellen sollte, er über Alternativen nachdenken werde.
Als James einen Auftritt von Chiles nutzen will, um sich über das Können des jungen Mädchens eine Meinung zu verschaffen, muss diese ihren Auftritt auf der Bühne vor Nervosität mehrmals neu beginnen und bekommt kaum einen Ton heraus. Beau, der an diesem Abend ebenfalls mit dem Titel Hard Out Here auftritt und Chiles eher für eine Country Barbie hält, eilt ihr in dieser Situation zur Hilfe und stimmt das Lied Friends in Low Places an, welches Chiles in der Garderobe gesummt hatte. Sie singt zunächst den Refrain mit und übernimmt dann, das Publikum ist begeistert. Nach dem Auftritt spricht James Beau an, ob dieser nicht bereit wäre, mit auf Tour zu gehen und dort auch ein Lied zusammen mit Chiles zu singen. Beau lehnt dieses Angebot genervt ab, denn ihm reichen seine Auftritte in kleinen Bars. Schließlich bittet James ihn jedoch darum, sich während der Tour gemeinsam mit ihm um Kelly zu kümmern. Beau kann ihm das nicht abschlagen. Chiles singt derweil ihren selbstgeschriebenen Song Summer Girl. Auch dieser kommt beim Publikum gut an.
Bei einem gemeinsamen Essen mit James schlägt Kelly vor, ihre Konzerte jeweils mit dem Song Coming Home zu beenden und diesen als nächste Single rauszubringen. Sie fordert James auf, diese Idee mit dem Songwriter abzuklären.
Vor dem ersten Auftritt der Tour bittet Kelly Beau, während der Tour nur mit ihr zu schlafen. Sie bekommt von ihren Fans Briefe und Pakete. Das letzte Paket, das kurz vor dem Auftritt von ihr geöffnet wird, enthält eine blutverschmierte Baby-Puppe und einen Zettel mit der Aufschrift Baby Killer. Daraufhin erleidet Kelly einen Nervenzusammenbruch und schließt sich mit einer Flasche Wodka in ihrem Kleiderschrank ein. Beau steht zu diesem Zeitpunkt mit Chances Are auf der Bühne, kann daher diesen Vorfall auch nicht verhindern. Auf Bitten von James reißt sich Kelly zusammen und geht auf die Bühne, doch statt zu singen, beginnt sie Geschichten zu erzählen. Psyche, Psychopharmaka und Alkohol fordern ihren Tribut. Den Song A Fighter muss sie gleich wieder abbrechen, James führt sie schließlich, ohne dass sie weitergesungen hat, von der Bühne. Vor der Presse und der Öffentlichkeit wird dieser Vorfall als Lebensmittelvergiftung dargestellt und Kelly ist bereit, den zweiten Auftritt der Tour zu spielen, um dann beim dritten Auftritt in Dallas eine neue positive Erinnerung zu schaffen.
Beau verbringt den Tag mit Kelly und entschließt sich die Beziehung zu ihr zu beenden. Ihm ist bewusst, dass er Kelly nicht helfen kann und dass sie noch Gefühle gegenüber James hegt. Beau verbringt nun auch mehr Zeit mit Chiles und diese bietet ihm an seinen aktuellen Song fertigzuschreiben. Die beiden trinken, albern und kommen sich näher bis James anklopft um Chiles über ihre positiven Kritiken zu informieren. Beau zieht sich darauf gekränkt zurück.
Am nächsten Morgen übergibt Chiles ihm den fertiggestellten Songtext. Doch der gekränkte und leicht eifersüchtige Beau macht sich über Chiles lustig, bereut dies aber kurz darauf, als er bemerkt, welchen Tiefgang Chiles Songtext besitzt.
Als Kelly Beau mit ins Tonstudio nimmt, muss sie mit ansehen, wie Chiles den Song Coming Home aufnimmt und bekommt erneut einen Nervenzusammenbruch. James gelingt es, sie zu beruhigen. Bei dem folgenden Gespräch zwischen James und Beau gibt dieser zu, was beide längst wissen, dass er niemals der Betreuer von Kelly war. Dafür schlägt ihm James ins Gesicht.
Vor ihrem Auftritt des zweiten Tour-Konzertes betrinkt sich Kelly in einer Bar und wird dort kurz darauf von Beau gefunden. Mit Hilfe von Chiles bringt er Kelly zum Konzert, doch sie ist nicht mehr in der Lage ihren Auftritt zu bestreiten. Ihr Agent JJ erklärt Kelly für erledigt und will die Tour komplett abbrechen.
Am Abend, nur das Vorprogramm findet statt, holt Beau Chiles überraschend zu sich auf die Bühne, um mit ihr den neuen Song zu singen. Chiles ist zunächst sehr erschrocken und will nicht. Doch dann harmonieren sie perfekt, und das Liebeslied Give In to Me bringt sie einander näher.
Später am Abend macht die betrunkene Kelly im Tourbus mit JJ rum und er lässt sich bezüglich ihres letzten Auftritts in Dallas umstimmen. Beau ertappt die beiden, vertreibt JJ und macht Kelly Vorwürfe. Als diese zur Flasche greifen will, wirft Beau diese gegen die Wand und Kelly bricht weinend zusammen.
In der folgenden Nacht klopft Chiles an Beaus Hoteltür, ist aber zu schüchtern, um ihm ihre Gefühle zu zeigen. Er hat sich ebenfalls in sie verliebt und macht den ersten Schritt. Beide beginnen sich zu küssen und verbringen die Nacht miteinander. Am Morgen danach gibt Chiles Beau gegenüber zu, dass sie nie den Titel der Miss Dallas gewonnen habe, und gewinnt so noch mehr Sympathie. Die beiden beginnen eine Beziehung.
Im Rahmen einer PR-Aktion bereitet Kelly einem kleinen an Leukämie erkrankten Jungen eine Freude, indem sie ein Lied für ihn singt und mit ihm tanzt. Dieses Erlebnis bringt sie wieder etwas in die Balance, sodass sie die Kraft für das nächste Konzert in Dallas findet.
Vor dem Höhepunkt der Tour, dem Konzert in Dallas, macht Beau Chiles eine Freude, indem er ihr Ohrringe schenkt. Diese Ohrringe waren ihr Kindheitswunsch, wie sie es gegenüber Kelly erwähnt hatte. Beau eröffnet dann jedoch, dass er nach dem letzten Konzert nach Kalifornien übersiedeln wird, um dort auf einer Farm zu leben und zu arbeiten. Er bittet sie, mit ihm zu kommen.
Chiles weiß nicht, wie sie sich entscheiden soll, da sie noch am Anfang ihrer Karriere steht. Beau schlägt ihr vor, mit ihm in kleineren Clubs aufzutreten und anspruchsvolle Lieder zu schreiben. Denn er möchte nicht, dass sie sich als Country-Pop-Sternchen „verheizen“ lässt. Chiles sagt aus Liebe zu, bittet aber dennoch um etwas Bedenkzeit. Beau gibt ihr die Zeit, befürchtet aber, dass sie sich für die Karriere entscheiden wird.
Zu Beginn des Konzerts treten Beau und Chiles auf. Vor ihrem großen Auftritt wendet sich Kelly an Chiles und gibt ihr den guten Rat für ihre Zukunft als Country-Sängerin, dass Liebe immer an erster Stelle stehen sollte. Dann bedankt sie sich bei Beau für den Song, den er ihr gewidmet hat. Beau ist der Meinung, dass Kelly völlig ok ist, aber dass Ruhm und Liebe nicht am selben Ort existieren können.
Dann spielt die nüchterne Kelly schließlich in Topform ein hervorragendes Abschlusskonzert. Ihre Fans und die Medien sind begeistert. Sie beendet es mit einer eindrucksvollen Interpretation des Songs Coming Home. Als das Konzert vorbei ist, begibt sich Kelly in ihre Garderobe und schließt sich ein. Alle anderen sind auf der After-Show-Party. James und JJ sprechen über weitere Auftritte, nur Beau macht sich Sorgen um Kelly. Er begibt sich zu ihrer abgeschlossenen Garderobe. Als Kelly nach mehreren Aufforderungen nicht öffnet, tritt Beau die Tür ein und findet Kelly regungslos vor. Sie hat eine Überdosis Medikamente eingenommen, wird in ein Krankenhaus eingeliefert, wo sie stirbt. Sie hinterlässt einen Brief für Beau, in dem sie ihn an seine Worte, Liebe und Erfolg könnten nicht am gleichen Ort leben, erinnert und ihm rät, sich für die Liebe zu entscheiden. Nach Kellys Beerdigung zieht Beau nach Kalifornien.
Später sitzt Beau in einer Bar in Kalifornien und spielt seine Lieder für die Gäste. Unverhofft kommt Chiles zur Tür herein. Ungeschminkt, in einem Sommerkleid, und im Vergleich zu vorher wie eine ganz natürliche junge Frau. Sie trägt die Ohrringe, die er ihr geschenkt hat. Beau ist sehr berührt. Wieder holt er sie zu sich auf die Bühne und beide singen Give In to Me.

## Musik
Die Hauptdarsteller Gwyneth Paltrow, Garrett Hedlund und Leighton Meester haben mehrere Songs in dem Film selbst gesungen. Der US-amerikanische Country-Sänger Tim McGraw hat in dem Film keinen Gesangsauftritt, war aber als Sänger an einzelnen Songs beteiligt. Vier der beigesteuerten Songs stammen aus der Feder des texanischen Singer-Songwriters Hayes Carll. Randall Porter als der Musikverantwortliche für die Produktion unternahm mehrere Reisen nach Nashville und entschied sich, für die von Garrett Hedlund gespielte Figur Songmaterial von Carll zu verwenden. Grund sei dessen ungekünstelte Melodienführung gewesen, die gut zu der Figur des Beau Hutton gepasst habe.
Einige Musikaufnahmen der Hauptdarsteller sind auch auf der Soundtrack-CD vertreten, die Sony Music am 3. Juni 2013 veröffentlichte und die folgende Titelliste besitzt:
1. Country Strong – Gwyneth Paltrow
2. Love Don't Let Me Down – Chris Young
3. A Little Bit Stronger – Sara Evans
4. Chances Are – Garrett Hedlund
5. Liars Lie – Lee Ann Womack
6. She's Actin' Single (I'm Drinkin' Doubles) – Ronnie Dunn
7. Shake That Thing – Gwyneth Paltrow
8. Thirsty – Hank Williams Jr.
9. Give In to Me – Faith Hill
10. Timing Is Everything – Trace Adkins
11. Words I Couldn't Say – Leighton Meester
12. Coming Home – Gwyneth Paltrow
13. Me and Tennessee – Tim McGraw

## Rezeption
Der Film stieß auf eher schlechtes Presseecho. So erfasst der US-amerikanische Aggregator Rotten Tomatoes überwiegend negative Besprechungen und ordnet den Film als „Gammelig“ ein. Laut Metacritic fallen die Bewertungen im Mittel „gemischt oder durchschnittlich“ aus.

„Trotz offensichtlichen Drehbuch-Schwächen gelingt es den Schauspielern, ihre Charaktere glaubhaft zu verkörpern. Zusammen mit erstklassiger Country Music und der mitreißenden, von Herzen kommenden schauspielerischen und musikalischen Leistung ist es diese Verletzlichkeit der Protagonisten, die ‚Country Strong‘ durchaus sehenswert macht.“

„Das Beziehungsquadrat von Kelly, ihrem Mann, ihrem Liebhaber und ihrer Rivalin (sowohl professionell als auch privat) ergibt zwar einige Irrungen und Wirrungen zu viel, doch die hervorragenden schauspielerischen Leistungen des Ensembles machen dies spielend wett. Allemal ein starkes Stück Country-Unterhaltung.“

„Country Strong ist ein stellenweise schwerfälliges Drama geworden, das jedoch dank einer fantastischen Hauptdarstellerin und einem mutigen Ende nicht vollkommen untergeht. Dennoch kann der von Tobey Maguire (Spider-Man) koproduzierte Film in Bezug auf die Geschichte und Inszenierung abseits der großen Bühne schlussendlich nicht überzeugen und landet nur im Mittelfeld. Für Country-Fans ist Country Strong dank seiner vielen Musikstücke dann aber vielleicht doch einen Blick wert.“

Bei der Oscarverleihung 2011 wurden Tom Douglas, Hillary Lindsey und Troy Verges für Coming Home in der Kategorie Bester Song nominiert.